# Búlandstindur
Búlandstindur är en bergstopp i republiken Island. Den ligger i regionen Austurland, 400 km öster om huvudstaden Reykjavík. Toppen på Búlandstindur är 1 069 meter över havet, eller 211 meter över den omgivande terrängen. Bredden vid basen är 0,70 km.
Närmaste större samhälle är Djúpivogur, nära Búlandstindur. Trakten runt Búlandstindur består i huvudsak av gräsmarker.